# Timo Kallio
Timo Antero Kallio (ur. 10 czerwca 1988 roku) – fiński zapaśnik walczący w stylu klasycznym. Zajął ósme miejsce na mistrzostwach świata w 2013. Dziewiąty na mistrzostwach Europy w 2008. Mistrz nordycki w 2014, a drugi w 2008. Ósmy w Pucharze Świata 2014. Wicemistrz Europy juniorów w 2007. Trzynasty na Uniwersjadzie w 2013, jako zawodnik Turku University of Applied Sciences w Turku.